# Bolesław Paluch
Bolesław Paluch (ur. 20 stycznia 1942 w Równem, zm. 15 lipca 2016 w Ożarowie Mazowieckim) — polski lekarz, specjalista terapii manualnej.

## Życiorys
Urodził się 20 stycznia 1942 w Równem w rodzinie Kazimierza i jego żony Ludmiły z d. Vik, z pochodzenia Czeszki. Miał dwóch braci: Stanisława (ur. 1943) i Kazimierza (ur. 1945) oraz siostrę Adriannę (ur. 1951). Ukończył Liceum Ogólnokształcące w Opolu oraz Wojskową Akademię Medyczną w Łodzi w 1969. Tak jak ojciec specjalizował się w leczeniu schorzeń kręgosłupa i stosował terapię manualną (w tym techniki opracowane przez ojca).
W 1987 osiedlił się w Ożarowie Mazowieckim, gdzie przyjmował pacjentów. W 2001 prof. Leszek Ceremużyński przeglądał rejestr pacjentów Bolesława Palucha, wśród nich były między innymi osoby z zagranicy, znane osobistości ze świata polityki i duchowieństwo.
Żonaty z Teresą z domu Leszewicz. Mają dwoje dzieci Ewę i Stanisława. Córka zawodowo zajęła się ogrodnictwem, natomiast syn Stanisław Paluch ukończył Warszawski Uniwersytet Medyczny i zajął się terapią manualną. Stosuje w leczeniu metodę opracowaną przez swojego ojca, Kazimierza Palucha.
Bolesław Paluch zmarł 15 lipca 2016. Praktykę w Ożarowie Mazowieckim prowadzi jego syn Stanisław.